# Haçane ibne Sal
Haçane ibne Sal (Al-Hasan ibn Sahl - "Haçane, filho de Sal"; m. 850/1) foi um oficial abássida e governador do Iraque do califa Almamune (r. 813–833) durante a Quarta Fitna.

## Vida
O pai de Haçane era um zoroastrista persa convertido ao islamismo. Junto de seu irmão, o futuro vizir Alfadle ibne Sal, Haçane entrou em serviço do barmécida Alfadle ibne Iáia no reinado de Harune Arraxide (r. 786–809). Durante a guerra civil da Quarta Fitna contra Almamune, o meio-irmão de Alamim (r. 809–813), ele foi confiado com a supervisão do imposto fundiário (caraje).
Após as tropas de Almamune capturarem a capital califal de Bagdá, Haçane foi enviado para oeste para assumir o governo do Iraque, enquanto Almamune e Alfadle permaneceram em Marve. No começo de 815, a revolta álida zaidita  de ibne Tabataba e Abul Saraia Alcirri eclodiu em Cufa e espalhou-se rapidamente através do sul do Iraque. Haçane provou-se incapaz de confrontá-la, e os rebeldes de uma vez ameaçaram Bagdá antes da intervenção do capaz general Hartama ibne Aiane, que liderou a supressão da revolta.
A dominação do califado por Alfadle e os coraçanes em torno dele, contudo, despertou grande oposição entre as antigas elites abássidas em Bagdá, e Haçane ibne Sal foi forçado a abandonar a cidade, onde vários líderes faccionais compartilharam o poder. Em julho de 817, após as notícias alcançarem a cidade de que Almamune havia escolhido um álida, Ali ibne Muça Arrida , como seu herdeiro aparente, a cidade nomeou seu tio, Ibraim ibne Almadi, como califa.
Após a morte de Alfadle em 818 e a entrada de Almamune em Bagdá em 819, houve expectativas de que Haçane sucederia seu irmão como vizir do califado, mas Haçane, chocado pela morte de Alfadle, preferiu retirar-se da política e partiu para suas propriedades em torno de Uacite, onde permaneceu até sua morte em 850/851. Em 825, contudo, ele casou sua filha, Burane (807–884), com Almamune, e deu-lhe como dote o Palácio de Cácer Haçane, ao sul de Bagdá, que desde então tornou-se uma das residências califais.